# Доња Лапаштица (Подујево)
Доња Лапаштица (алб. Llapashticë e Poshtme) је насељено место у општини Подујево, Косово и Метохија, Република Србија.

## Демографија
| Демографија | Демографија | Демографија |
| Година      | Становника  | Становника  |
| ----------- | ----------- | ----------- |
| 1948.       | 649         |             |
| 1953.       | 765         |             |
| 1961.       | 840         |             |
| 1971.       | 987         |             |
| 1981.       | 1.060       |             |
| 1991.       | 1.158       |             |